# Bicarbonato (singolo)
Bicarbonato è un singolo del rapper italiano Shiva, pubblicato il 19 aprile 2020.

## Descrizione
Realizzato in due giorni, si tratta della prima pubblicazione del rapper attraverso lo pseudonimo Milano Ovest ed è stata prodotta da The Night Skinny, con il quale Shiva aveva collaborato in passato per l'album Mattoni. Il testo mette in risalto l'aspetto più umano del rapper, che si rende conto che le persone lo valutano esclusivamente come artista e non più come persona.

## Video musicale
Il video, diretto da Andrea Bianchera, è stato girato all'interno di un appartamento durante la quarantena per la pandemia di COVID-19.

## Tracce
Testi di Andrea Arrigoni e Luca Pace, musiche di The Night Skinny.
1. Bicarbonato (feat. The Night Skinny) – 2:02